# La Voie des Visionnaires

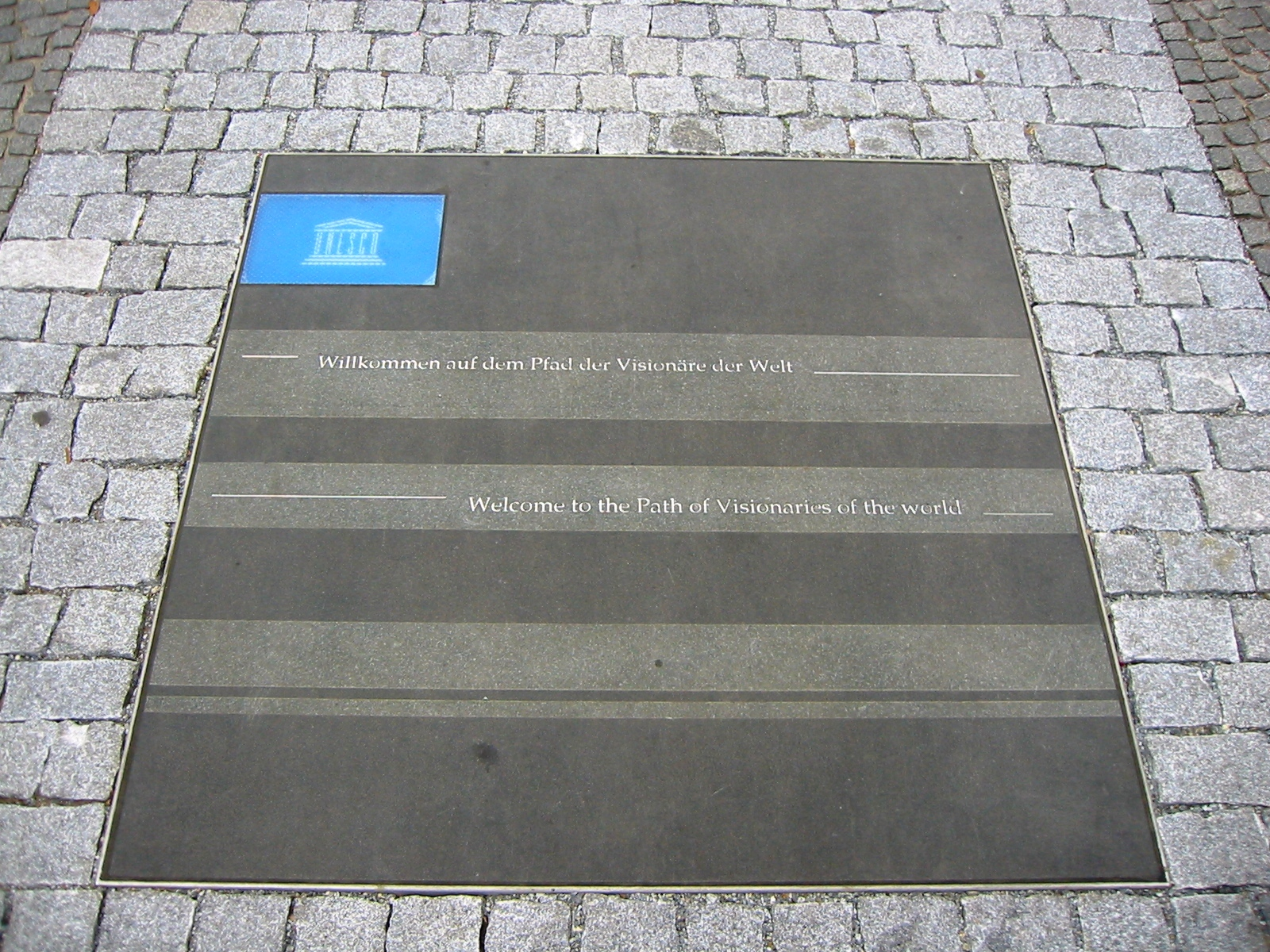
Les plaques nationales sont insérées dans trottoir avec le parrainage de l'UNESCO.

La Voie des Visionnaires (en allemand : Pfad der Visionäre) est un projet d'art urbain en cours de construction[Quand ?] dans le quartier de Kreuzberg, à Berlin, en Allemagne. Ce projet consiste en l'installation de plaques insérées dans le trottoir du sud de la Friedrichstraße. Chacune d'elles est dédiée à un État-membre de l'Union européenne et présente une citation d'un penseur de ce pays.

## Histoire

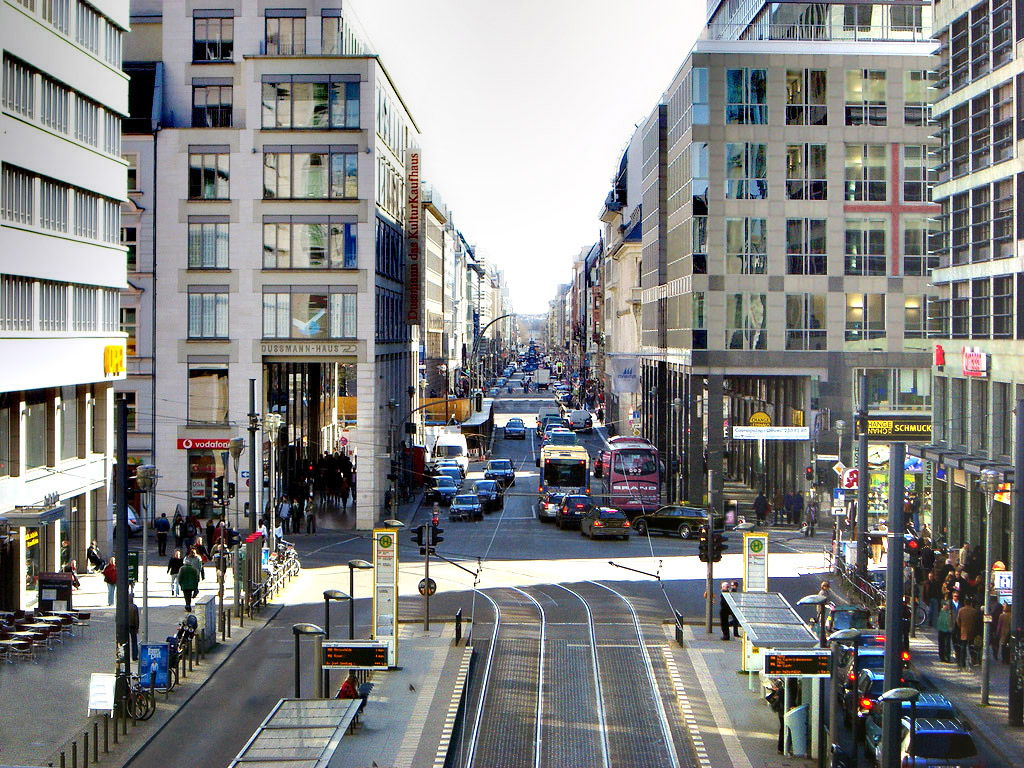
La vue sur la Friedrichstraße

Le 7 mars 2006, la Voie des Visionnaires a été inaugurée par les représentants politiques des États-membres de l'UE dans la zone piétonne de la Friedrichstraße.